# Jorge Furtado Leite
Jorge Furtado Leite (Santana do Cariri, CE, 12 de dezembro de 1914 – Fortaleza, CE, 20 de abril de 1991) foi um empresário e político brasileiro que exerceu oito mandatos de deputado federal pelo Ceará.

## Biografia
Filho de Valdivino Antônio Nascimento Leite e Ana Furtado Leite. Presidente da Norte-Sul Indústria e Comércio e da Rádio Verdes Mares, elegeu-se deputado federal em 1958 e 1962 via UDN. Com a vitória do Regime Militar de 1964 e a subsequente adoção do bipartidarismo, migrou para a ARENA e foi reeleito em 1966, 1970, 1974 e 1978. Com a reforma partidária ocorrida no governo João Figueiredo, foi para o PDS e obteve um novo mandato em 1982. Nessa legislatura votou contra a Emenda Dante de Oliveira em 1984 e escolheu Paulo Maluf no Colégio Eleitoral em 1985, sendo reeleito em 1986 pelo PFL.
Sogro do também político Antônio dos Santos.